# Религия в Судане

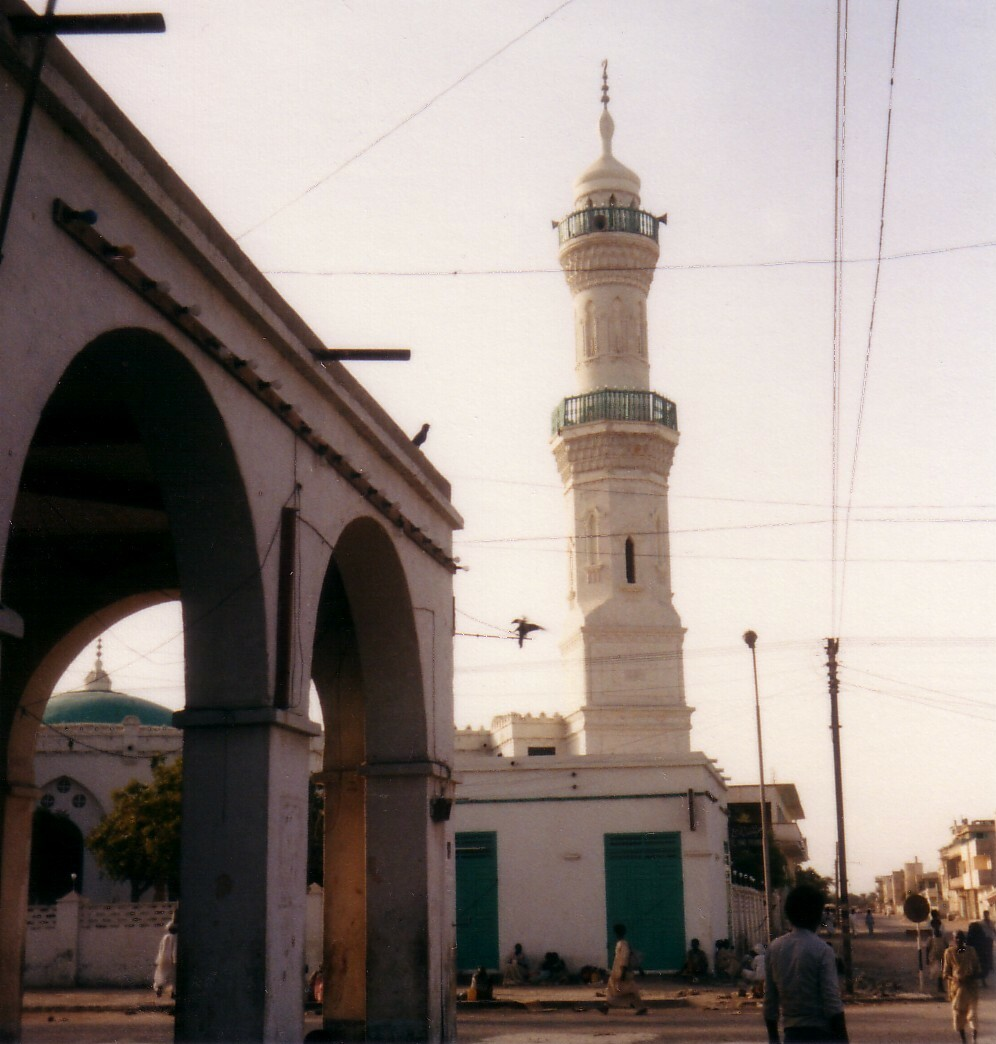
Минарет в Порт-Судане

Рели́гия в Суда́не — совокупность религиозных верований, присущих народам Судана.
Большинство населения Судана исповедует ислам, а около миллиона жителей — христианство.

## Ислам
Подавляющее большинство населения Судана исповедует ислам суннитского толка. В соответствии со статьёй 126 Суданского Уголовного кодекса, вероотступничество, то есть открытое признание мусульманином перехода в какую-либо религию, отличную от ислама, либо отказ от веры, рассматривается как серьёзное преступление, подлежащее наказанию в виде смертной казни. Однако законом предусмотрено, что если осуждённый вернётся к исламу в течение отведённых дней, смертный приговор может быть отменён.
Законодательный запрет на вероотступничество активно применяется в Судане. Один из международно известных случаев произошёл с Марьям Ибрагим — женщиной, принявшей христианство. Суд первой инстанции в столице страны, Хартуме, вынес ей обвинение в прелюбодеянии и вероотступничестве по доносу собственных членов семьи. Марьям Ибрагим было назначено сто ударов плетью и смертная казнь путём повешения. Однако исполнение приговора было приостановлено судом на два года, чтобы Марьям Ибрагим, находившаяся во время приговора в состоянии беременности, могла родить и воспитывать своего ребёнка в течение пары лет. Впоследствии суданские власти согласились освободить Ибрагим благодаря международному давлению и общественному протесту против её ареста и приговора.

## Христианство
Кроме католических общин в стране имеются англиканские и пятидесятнические приходы.
В связи с политикой правительства по исламизации Судана, в 2012 году от 0,5 до 0,7 млн человек, исповедующих христианство, были лишены гражданства с предложением в срок до 8 апреля покинуть страну. 17 февраля 2014 года власти Судана снесли здание христианской церкви в Омдурмане без предварительного предупреждения общины.
Судан имеет коренное коптское меньшинство, хотя многие копты в Судане происходят от более поздних египетских иммигрантов. Копты в Судане живут в основном в северных городах, в том числе в Эль-Обейде, Атбаре, Донголе, Хартуме, Омдурмане, Порт-Судане и Вад-Медани. Они насчитывают до 500 000 человек, или чуть более 1 процента населения Судана. Благодаря их продвинутому образованию, их роль в жизни страны была более значимой, чем их число. Время от времени они сталкивались с принудительным обращением в ислам, что приводило к их эмиграции и уменьшению численности.
В 1963 году в Судане была основана Суданская внутренняя церковь (англ. Sudan Interior Church) — баптистская христианская организация, входящая в состав Всемирного баптистского союза.